# Teklinów (województwo łódzkie)
Teklinów – wieś w Polsce położona w województwie łódzkim, w powiecie wieruszowskim, w gminie Wieruszów.
W latach 1975–1998 miejscowość położona była w województwie kaliskim.